# Jimena Cedrés
Pour les articles homonymes, voir Cedrés.
Jimena Cedrés née le 12 janvier 1993, est une joueuse de hockey sur gazon argentine. Elle évolue au poste de milieu de terrain au KHC Dragons, en Belgique et avec l'équipe nationale argentine.

## Biographie
- Née à Buenos Aires

## Palmarès
- : 2e aux Jeux olympiques de la jeunesse en 2010.
- : 1re à la Coupe d'Amérique des U21 en 2012.
- : 2e à la Coupe du monde des U21 en 2013.
- : 1re en Champions Trophy en 2014.
- : 1re à la Ligue mondiale 2014-2015.
- : 2e aux Jeux panaméricains en 2015.
- : 1re en Champions Trophy en 2016.
- : 1re à la Coupe d'Amérique en 2022.
- : 1re à la Ligue professionnelle 2021-2022.